# 101
Glej tudi: število 101
101 (CI) je bilo navadno leto, ki se je po julijanskem koledarju začelo na petek.

## Dogodki
- 1. januar